# 石井良一
石井 良一（いしい りょういち、1869年10月30日（明治2年9月26日）- 1950年（昭和25年）7月8日）は、日本の実業家、政治家、郷土史研究家。福岡県若松市長。旧姓・山崎。

## 経歴
肥前国杵島郡武雄村下西山（現佐賀県武雄市）で山崎又七の三男として生まれる。1884年6月、武雄中学校を卒業して九州鉄道に入社。1887年11月、石井宗直の婿養子となり石井に改姓。
九州鉄道では福岡、博多、小倉、門司の各駅長、門司運輸事務所長、本社調査係長などを務め、1907年7月、鉄道国有化後に帝国鉄道庁参事となる。1910年9月、植村俊平大阪市長に迎えられ大阪市主事となり、さらに大阪市電気鉄道部長を務めた。
1914年から1922年まで福岡県若松市長を務め、この間、武雄に株式会社蓬莱銀行を設立して頭取となった。その他、蓬莱商事社長、留萠鉄道専務取締役を務めた。
また、佐賀県史跡名勝天然記念物調査委員、佐賀県中央公民館専門委員などを歴任し、郷土史の研究、文献資料の整理保存に尽力。原稿として残されていた『武雄史』を孫の石井義彦（武雄市長）が佐賀県立図書館に寄贈し、1956年に出版された。

## 著作
- 『武雄史』石井義彦、1956年。

共著
- 山口良吾『武雄名勝』杵島郡教育会、1926年。